# Vera, Mato Grosso
Vera, Mato Grosso este un oraș și o municipalitate din statul Mato Grosso din zona Regiunii Central-Vestice din Brazilia.